# Környezetszennyezés

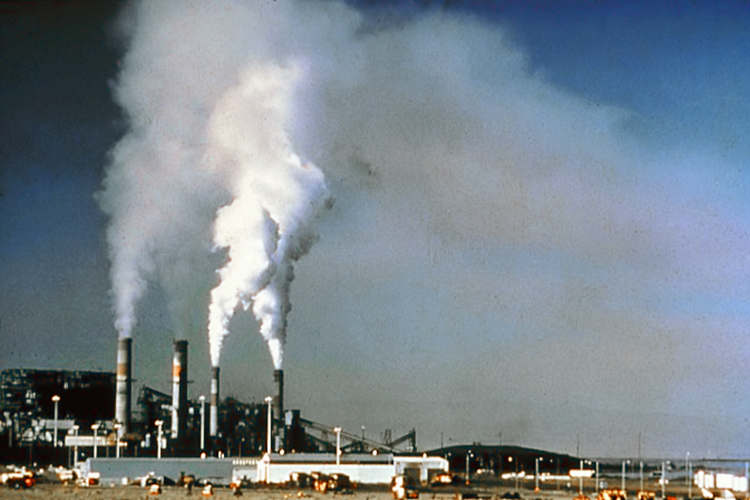
Légszennyezés

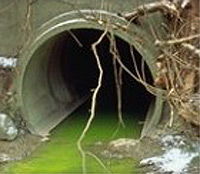
Vízszennyezés

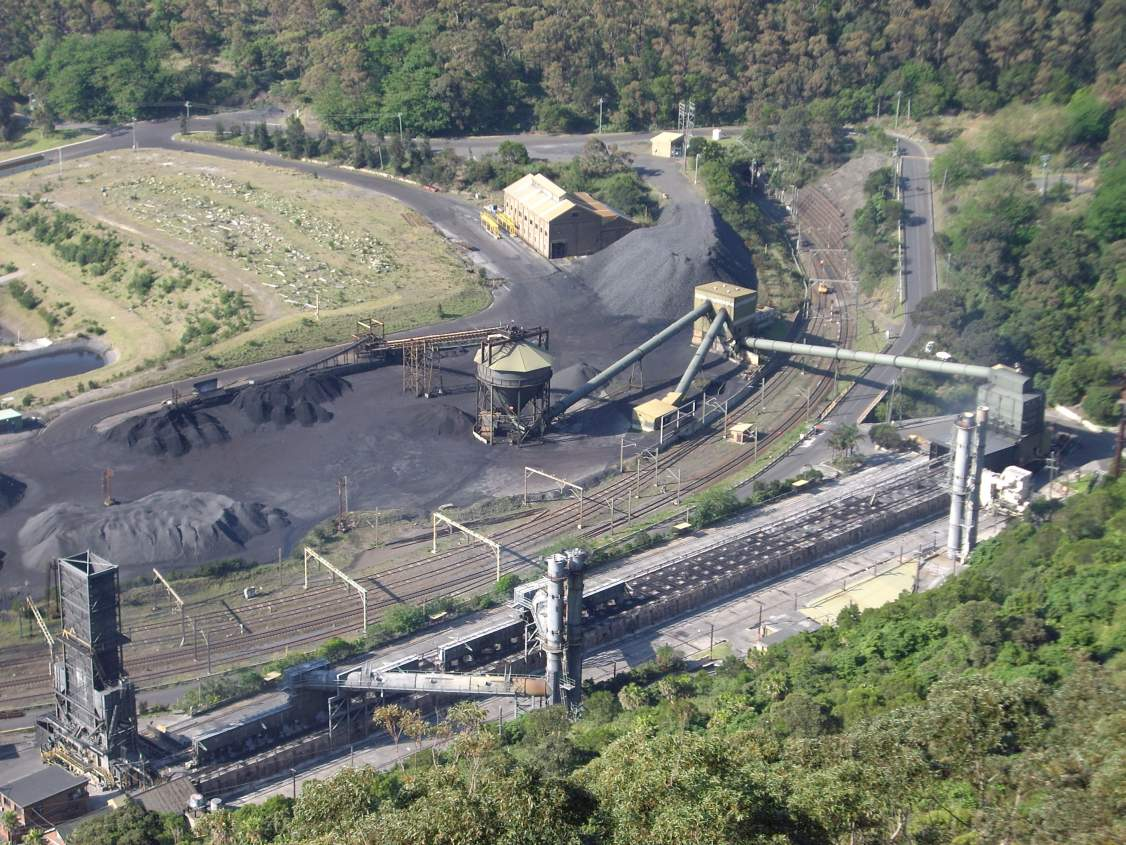
Széngyár Ausztráliában. A szén elégetése során szén-dioxid, valamint változó mennyiségű kén-dioxid keletkezik.

A környezetszennyezés az élőlények környezetének kedvezőtlen irányú megváltoztatása, a környezeti elemek, levegő, víz, talaj előnytelen összetétel-változásával és minőségromlásával járó tevékenység, illetve jelenség vagy maga az előnytelen összetétel-változást és minőségromlást okozó anyag.
A környezetszennyezés lehet fizikai (zajszennyezés, légszennyezés, fényszennyezés), kémiai (szennyvíz, talajszennyezés, túlzott agrokemizálás), vagy biológiai természetű (mesterségesen átalakított – például GMO, génmódosítás – vagy tájidegen élőlények alkalmazása).
Legáltalánosabb típusai: káros szennyezőanyagok kibocsátása, légszennyezés, vízszennyezés és talajszennyezés.

## Légszennyezés

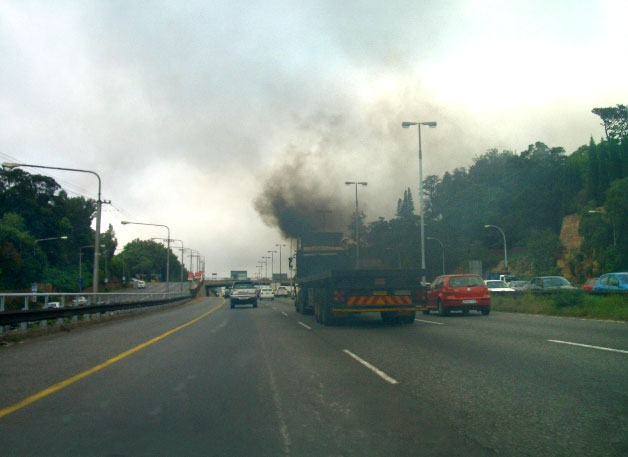
Szennyezett levegőjű közút

A kipufogógázok miatt a levegőben nitrogén-dioxid keletkezik. A felsorolt vegyületek napfény hatására fotokémiai szmogot és ózont hoznak létre, ami asztmát okozhat. A gépjárművek ólmot és szén-monoxidot bocsátanak ki. A WHO becslése alapján, évente 700 ezerrel kevesebb ember halna meg a fejlődő országokban, ha ezeket a légszennyezőket kivonnák a forgalomból. A Világbank 2010-re 816 millióra becsli a motoros járművek számát, szemben az 1990-es 580 milliós adattal, ami az üvegházhatású gázok légköri koncentrációját növeli.

## Vízszennyezés

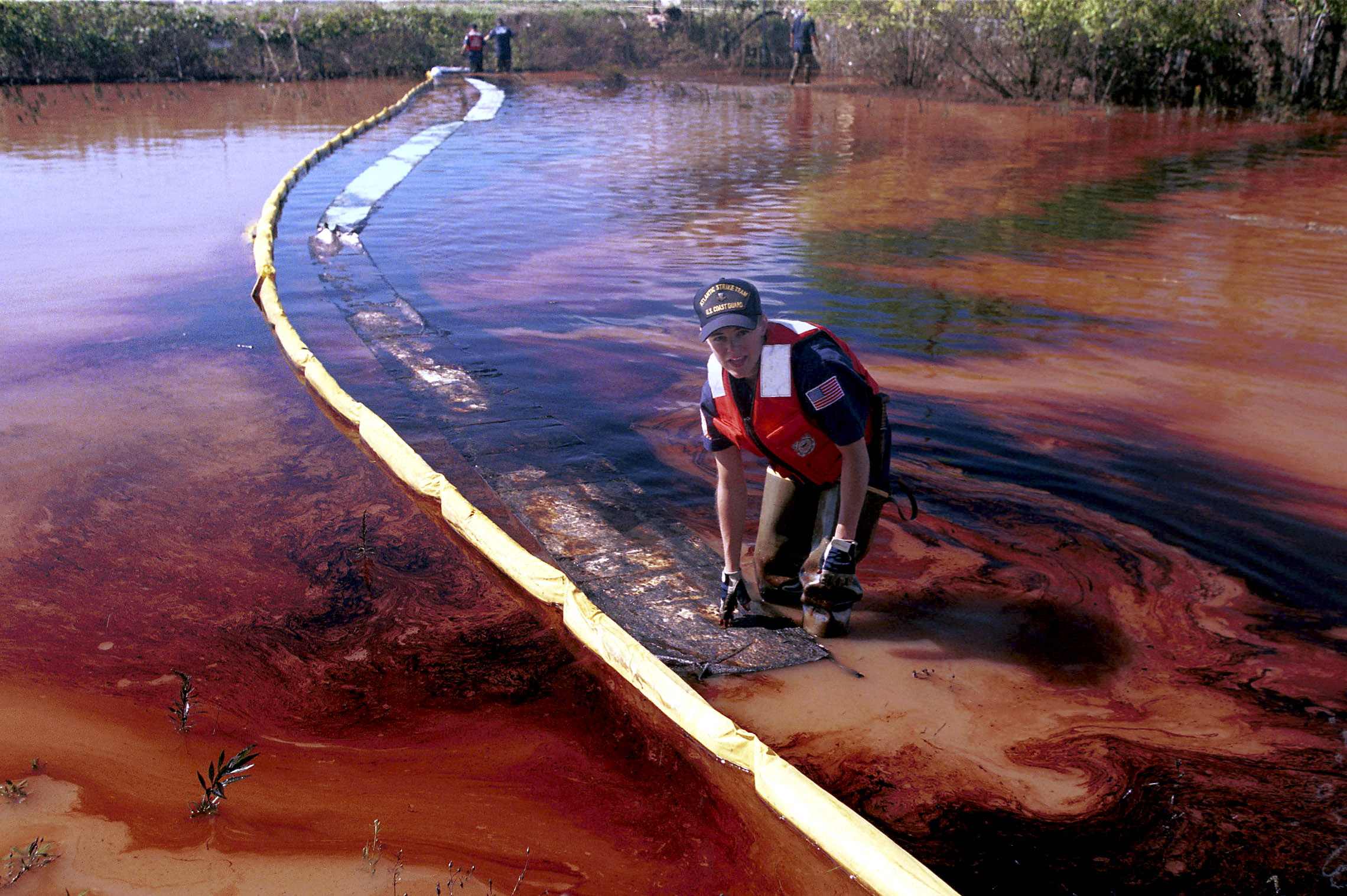
Olajszennyezés továbbterjedését próbálják megakadályozni egy folyón

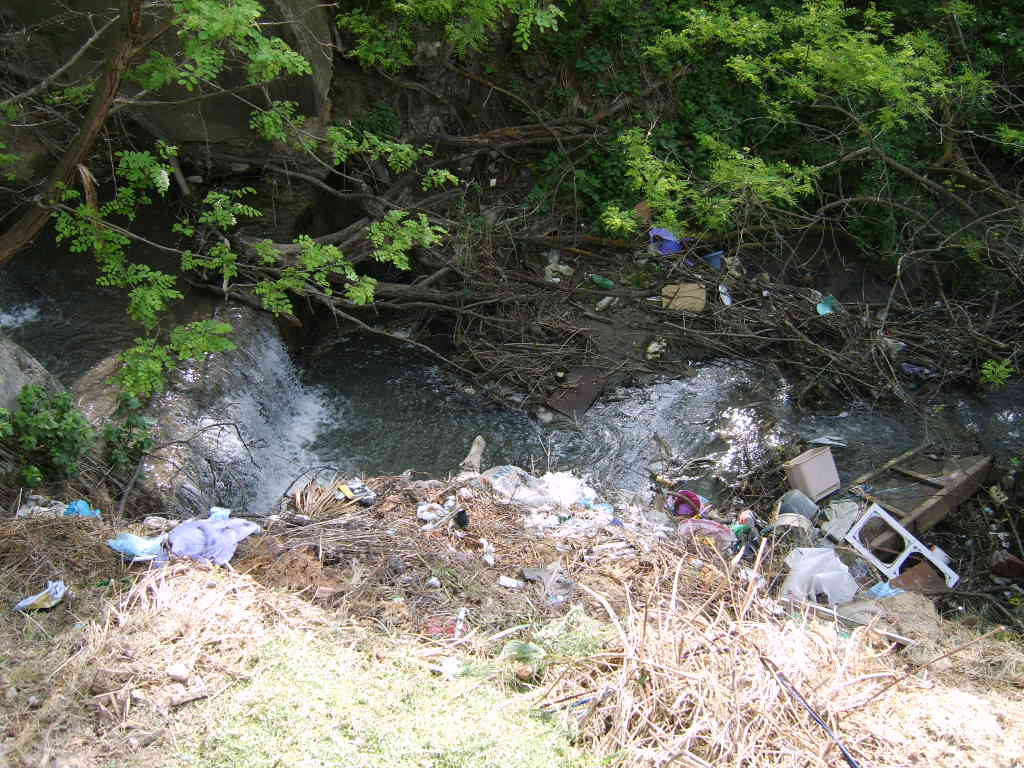
Az Ellendi-patak vízszennyezése, Magyarország

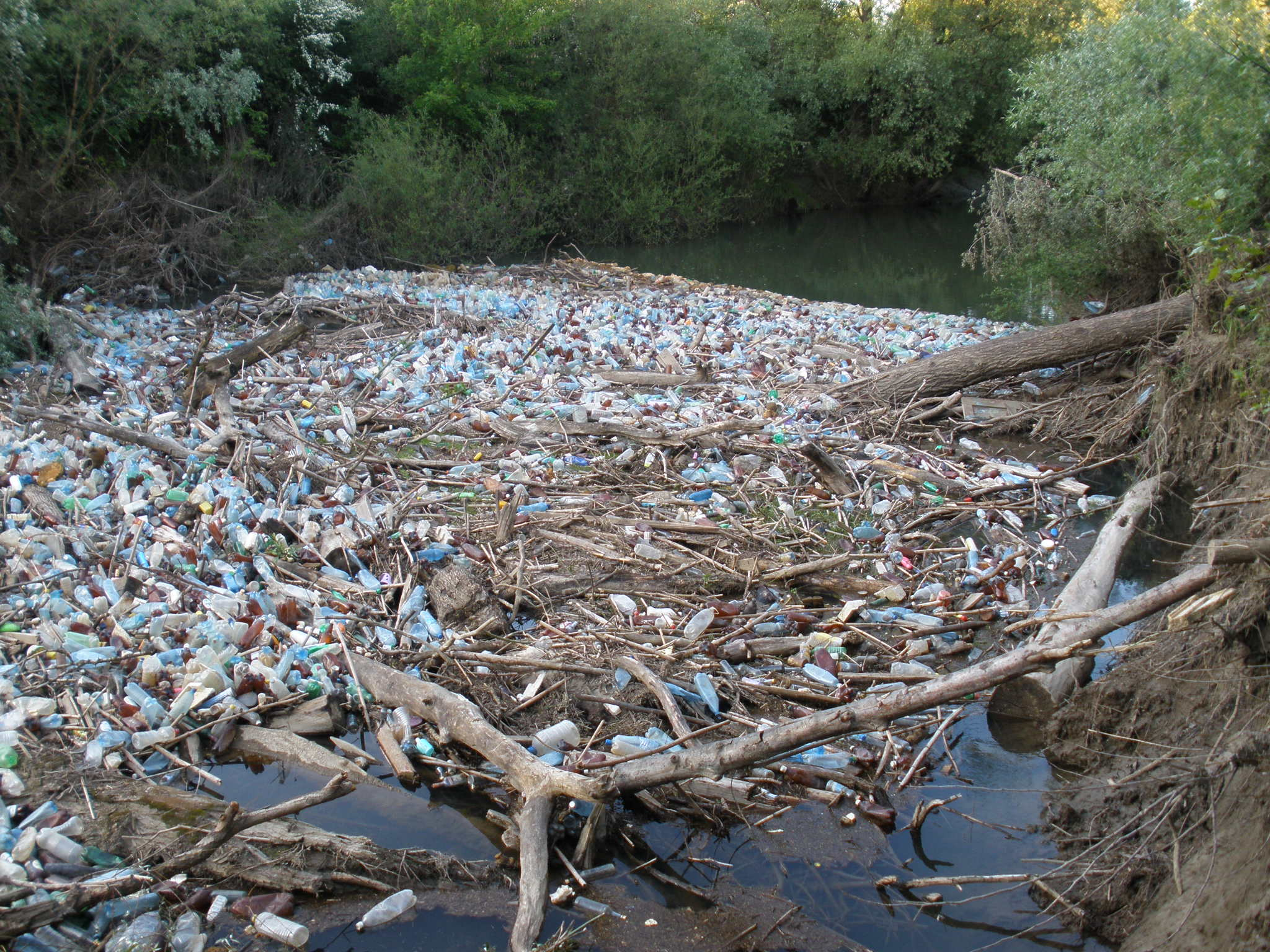
Szemétfelhalmozódás a Latorca folyón Csap térségében (2008. május)

A kóros algásodás előzménye az, hogy a tengerbe műtrágya, valamint tisztítatlan, magas nitrát- és foszfáttartalmú szennyvíz kerül. A halak és más vízi élőlények nem jutnak elegendő napfényhez. Az algák toxinjai az emberre is veszélyesek lehetnek. A vizeket is számos szennyezés éri. Leggyakrabban az iparban és a háztartásokban keletkezett, a vizekbe tisztítatlanul bejutó szennyvizek okoznak környezeti károkat(egy egymilliós lakosságú városban évente 500 000 tonna szennyvíz képződik). A vízszennyezés következménye lehet a tápanyag-feldúsulás, a halak vagy egyéb állatok pusztulása.
Ugyanakkor a vízszennyezés nem minden esetben elválasztható a levegő szennyeződésétől sem. A különböző mérgező anyagok, mint például a nitrogén-oxidok vagy a kén-dioxid levegőbe jutása az esővizet szennyezheti, ami később a talajba, tengerekbe és folyókba is eljut.
Az ipari tevékenység további veszélyeket is rejthet, elég csak a tiszai ciánszennyezésre vagy a Deepwater Horizon katasztrófájára gondolni. Az ipari szennyezés elleni küzdelem csak a megfelelő szabályozás és a „szennyező fizet” elv betartása segítségével korlátozható. Az elérhető ivóvíz kérdése egyre nagyobb problémákat vet fel világszerte, jelenleg 884 millió ember nem jut biztonságos ivóvízhez. Mivel az emberi vízhasználat jelentős része a mezőgazdasághoz kapcsolódik, a vízszennyezés akár az élelmezési válságot is súlyosbíthatja.

## Talajszennyezés
A talajszennyezés leggyakoribb forrásai a szemét- és hulladéklerakók. Ha nem tartják be a környezetvédelmi előírásokat, veszélyes anyagok (mérgek, nehézfémek) szivárognak a talajba.
A talaj számos élőlény élőhelye. A talajt főleg rovarirtó szerekkel, növényvédő szerekkel, hulladékokkal, nitrogénnel és foszfortartalmú műtrágyákkal szennyezik.
A talaj szennyezésének egyik mellékhatása az, hogy a növények felszívják a szennyezést és rajtuk át az ember azt elfogyasztva megbetegíti a saját szervezetét is.
Talajszennyezés fokozódásával járó tevékenységek:
- Hulladéktároló telepek bezárása
- Talajerózió növelése fák kivágásával
- Műtrágya (legismertebb néven pétisó), rovarirtó szerek, a talaj termékenységét javító egyéb szerek észszerűtlen használata.

Hulladékok lebomlási ideje: (lásd: források)
- Papír:            2-5 hónap
- Pamutruha:        1-5 év (a cellulóz elásva a nedves talajba évekig nem rohad el)
- Tejesdoboz:       5 év
- Nejlonzacskó:     10-100 év (a nejlon töménységétől, vastagságától függ)
- Eldobható pelenka: 550 év
- Konzervdoboz:     50-500 év
- Sörösdoboz műanyag karikája: 450 év
- Zöld üveg:        1 millió év
- Műanyag szatyor: 200-1000 év

## A környezetszennyezés egészségi hatásai
A környezetszennyezés hatása az embereknél különféle betegségek megjelenését okozhatja. Levegőszennyezésnél légúti betegségek, asztmás rohamok, fejfájás, szédülést, az immunrendszer felbomlása, érrendszeri megbetegedéseket stb.
Vízszennyezésnél: tífusz, amőbiázis, giardiázis, aszkariázis, horogféreg; kiütések, hepatitis, agyvelőgyulladás, gyomorhurut, máj- és vesebetegségek; fémmel szennyezett víz esetén: Parkinson-kór, szklerózis multiplex, Alzheimer-kór.
Talajszennyezésnél: fejfájás, kiütések, rák, leukémia; a talajban levő ólom különösen gyerekeknél veszélyes, mert agyi fejlődési rendellenességeket okoz; a higany vesebántalmakat.
Állatoknál a levegőszennyezés: a savas eső – elpusztítja a patakokban, tavakban élő halakat; túlzott ultraibolya sugárzás – bőrrákot okozhat egyes fajoknál; az ózon az alsóbb légkörben - tüdőproblémákat okozhat.
Vízszennyezés: a nitrogén és egyes foszfátok megmérgezhetik a vízi állatokat, a kémiai anyagok károsítják pl. a békák biológiai sokféleségét és az ebihalakat; az olajszennyezés káros hatással van a tengeri állatok fejlődésére, az idegrendszer károsodását okozza; a higany rendellenes viselkedést, szaporodást és növekedést, súlyosabb esetben az állatok pusztulását okozza.
Talajszennyezés: Megváltoztatja egyes mikroorganizmusok anyagcseréjét bizonyos talaj környezetekben, ez által elpusztít egyes alapvető rétegeket a táplálékláncban, ami kihatással van a ragadozó fajokra is. A kisebb létformák feldolgozhatják a káros kémiai anyagokat, melyek a táplálékláncban feljebb elhelyezkedő állatok szervezetébe is bekerülnek, ez pedig akár a halálukhoz, sőt, a faj kipusztulásához is vezethet.
Növényeknél a levegőszennyezés: megölheti a fákat, tönkreteheti a növények leveleit, terméketlenné teheti a talajt, az ultraibolya sugárzás károsítja a növényeket, az ózon az alsóbb légkörökben akadályozhatja a fotoszintézist.
Vízszennyezés: akadályozza a vízi növények fotoszintetizációját, ezzel befolyásolva az ezen növényeken alapuló ökoszisztémákat; a növények a káros anyagokat felszívhatják a vízből, és továbbjuttathatják a táplálékláncban az állatokig, vagy akár az emberig is. Az építkezéseken keletkező salak elpusztítja a növényeket.
Talajszennyezés: módosítja a növények anyagcseréjét, csökkenti a terméshozamot; a káros anyagok a növényen keresztül bekerülnek az ezeket fogyasztó állatok és az ember szervezetébe.

## Galéria

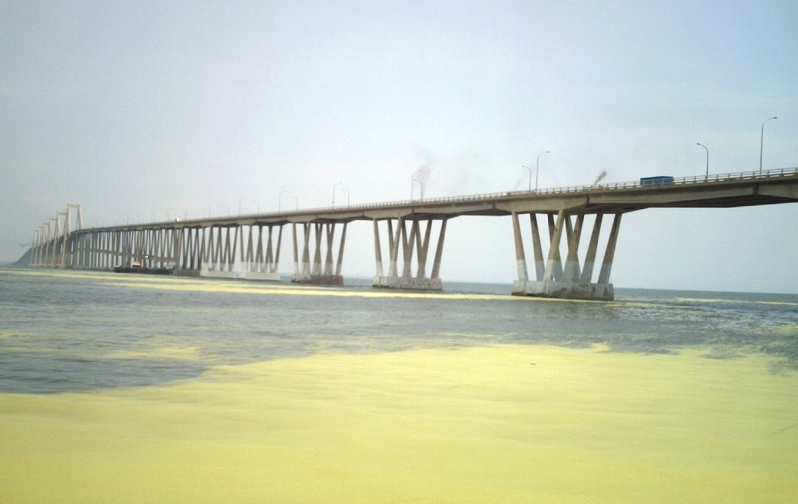
Vízszennyezés a Maracaibo-öbölben Venezuelában
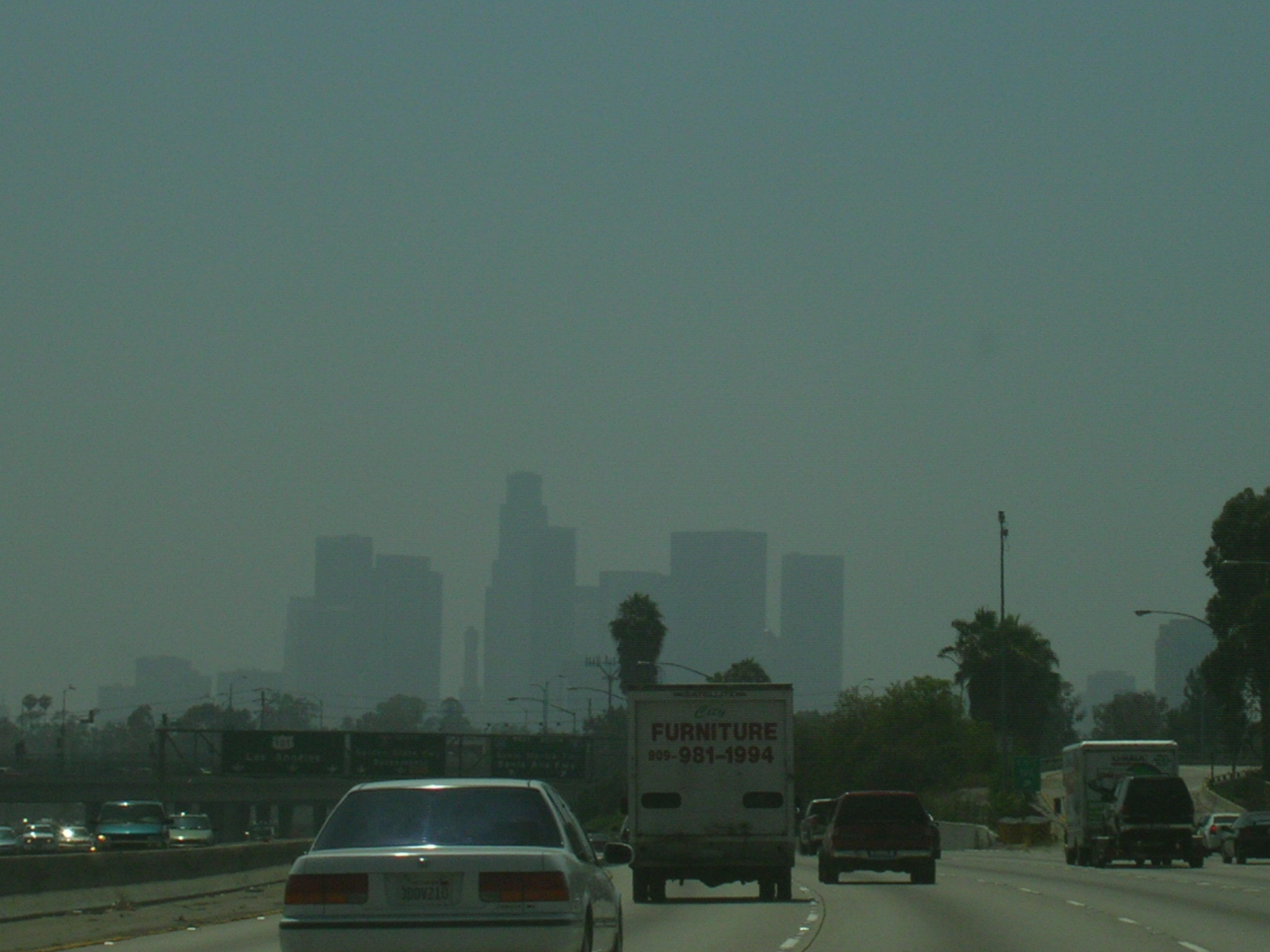
Los Angeles szmogban
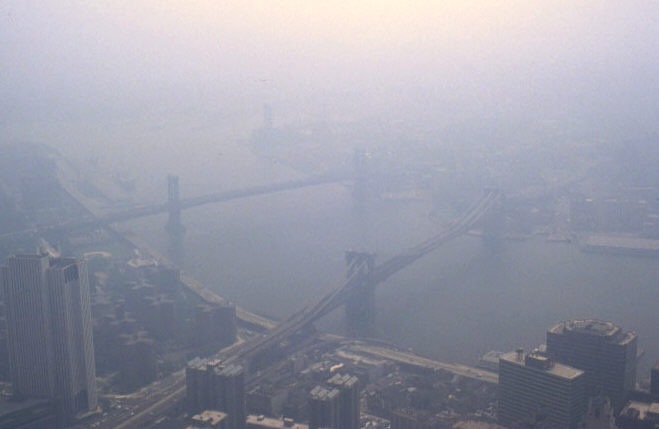
Szmog New Yorkban
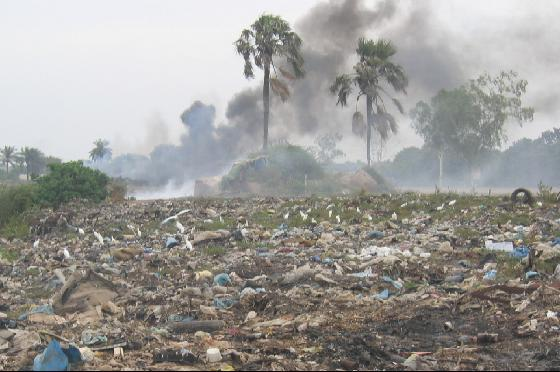
Szemétégetés Gambiában, Nyugat-Afrikában
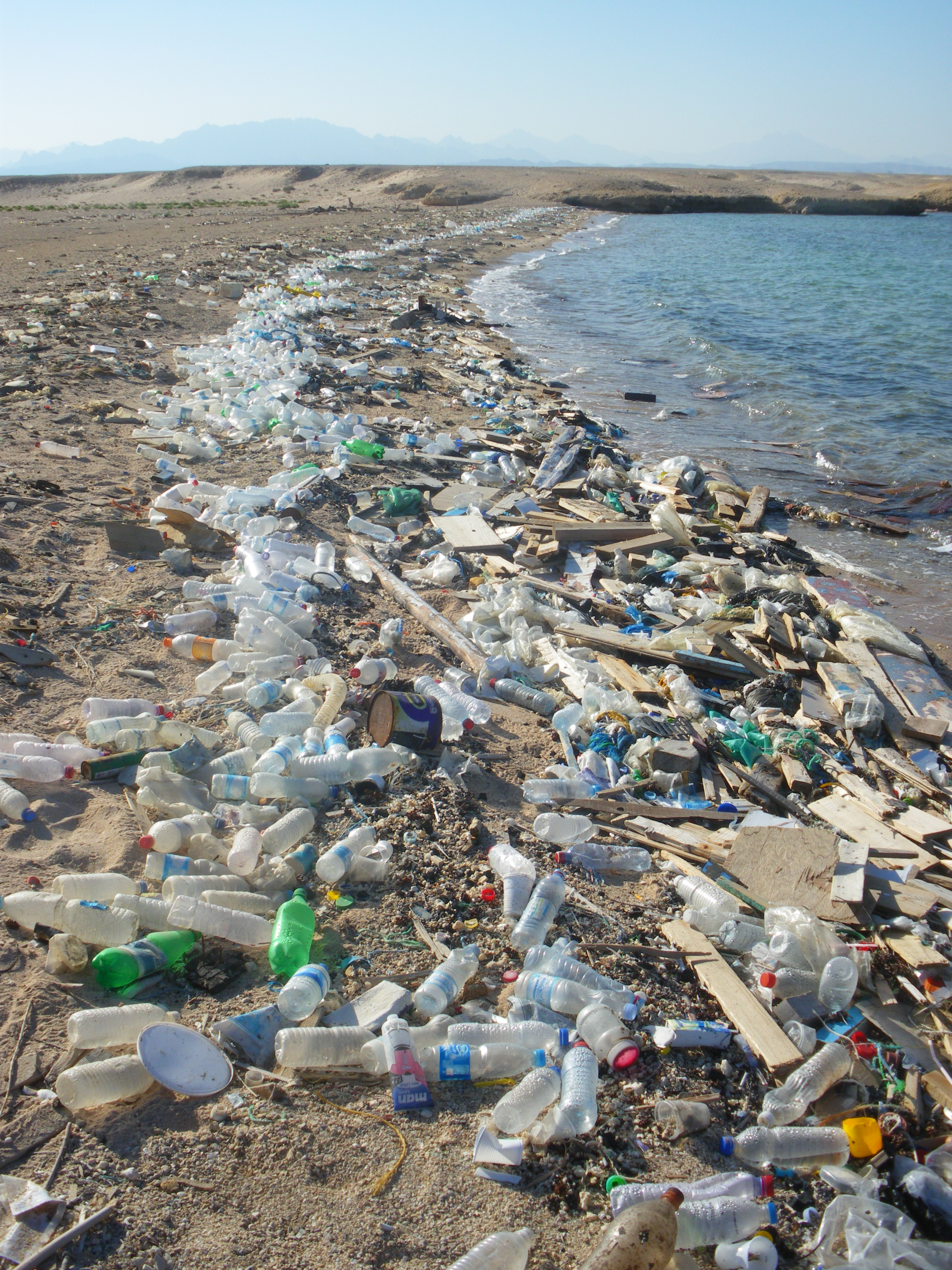
Tengerparti szemét Egyiptomban
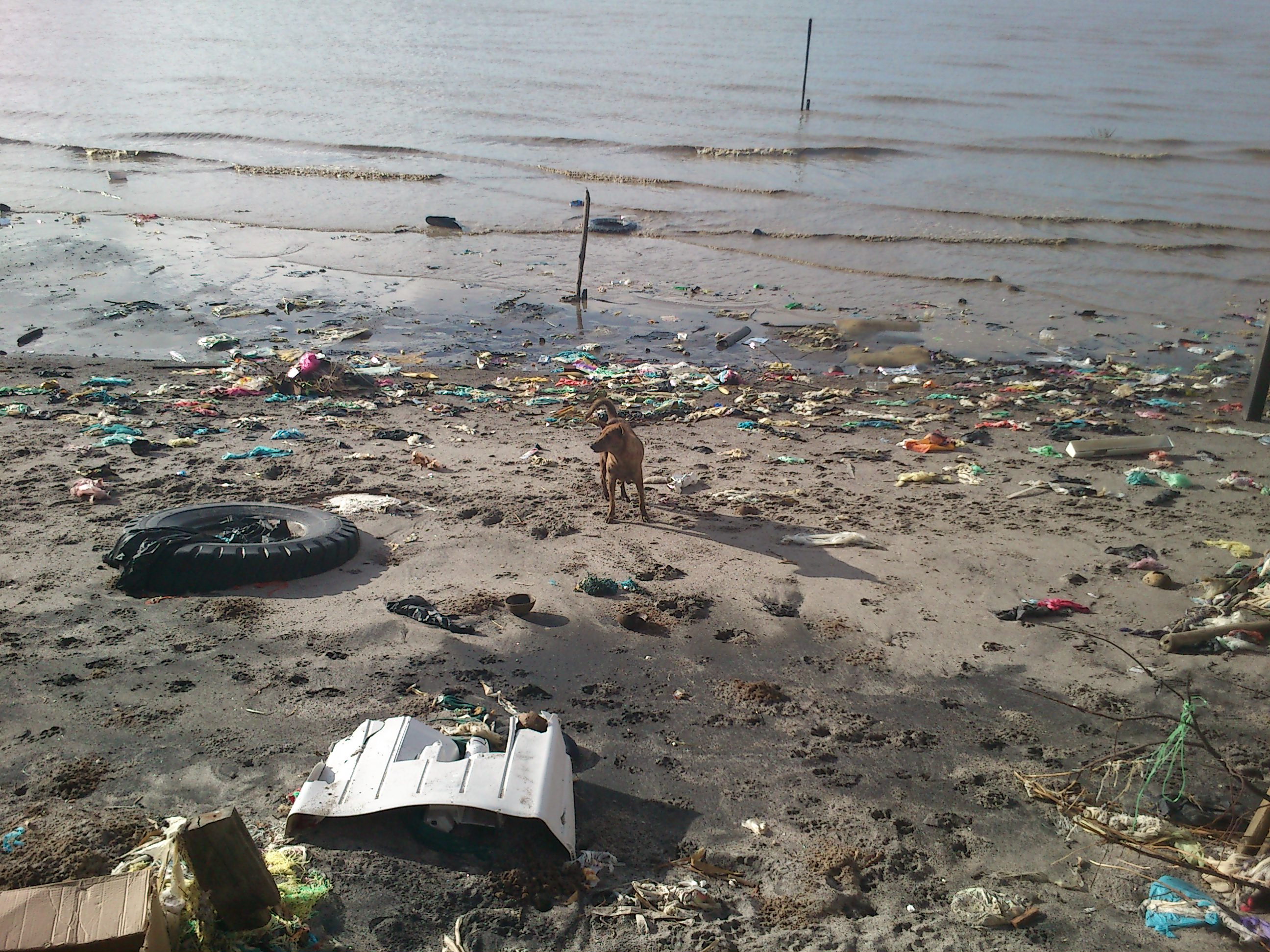
Tengerparti szemét Malajziában
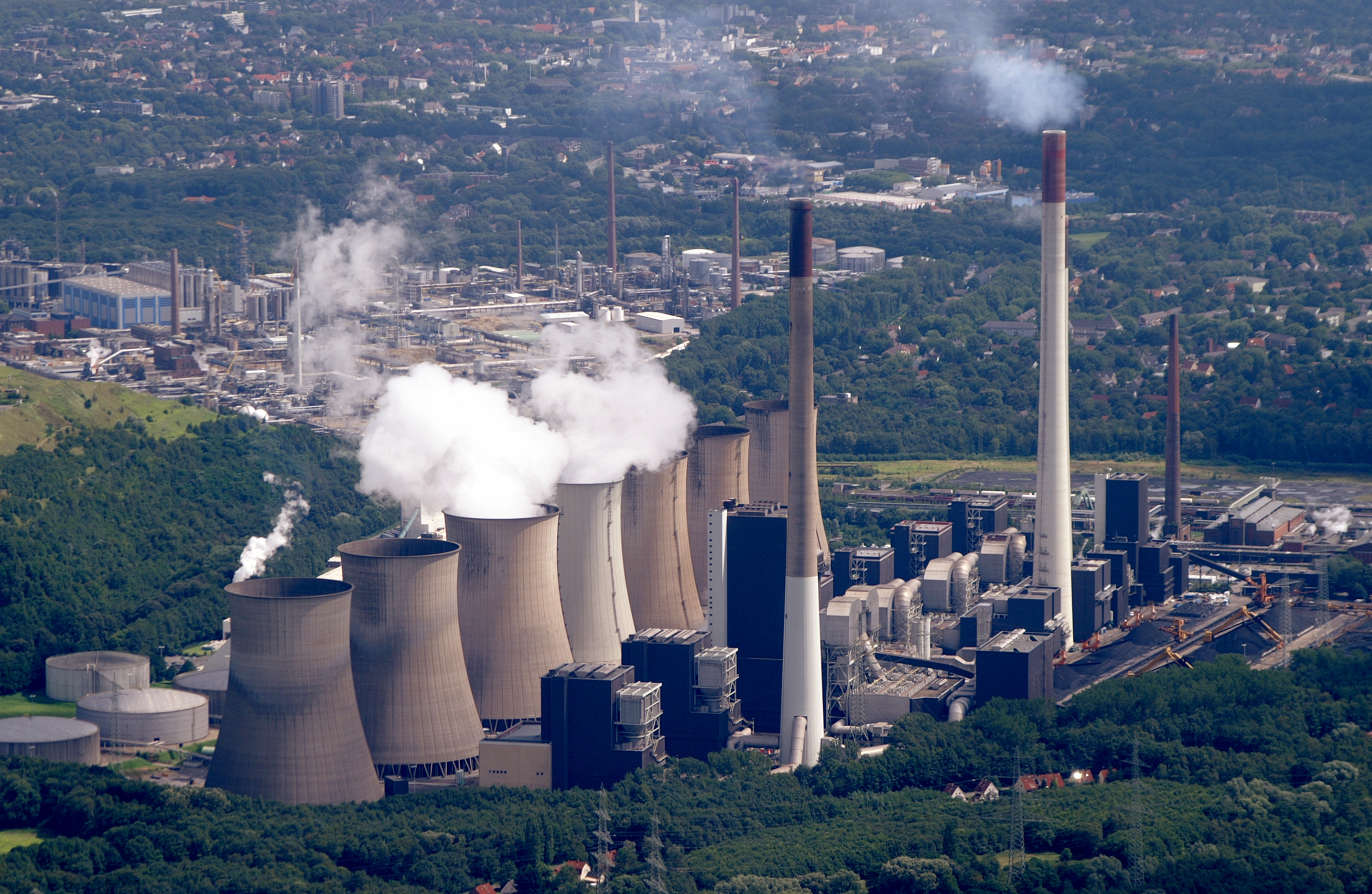
Hőerőmű levegőszennyezése Németországban
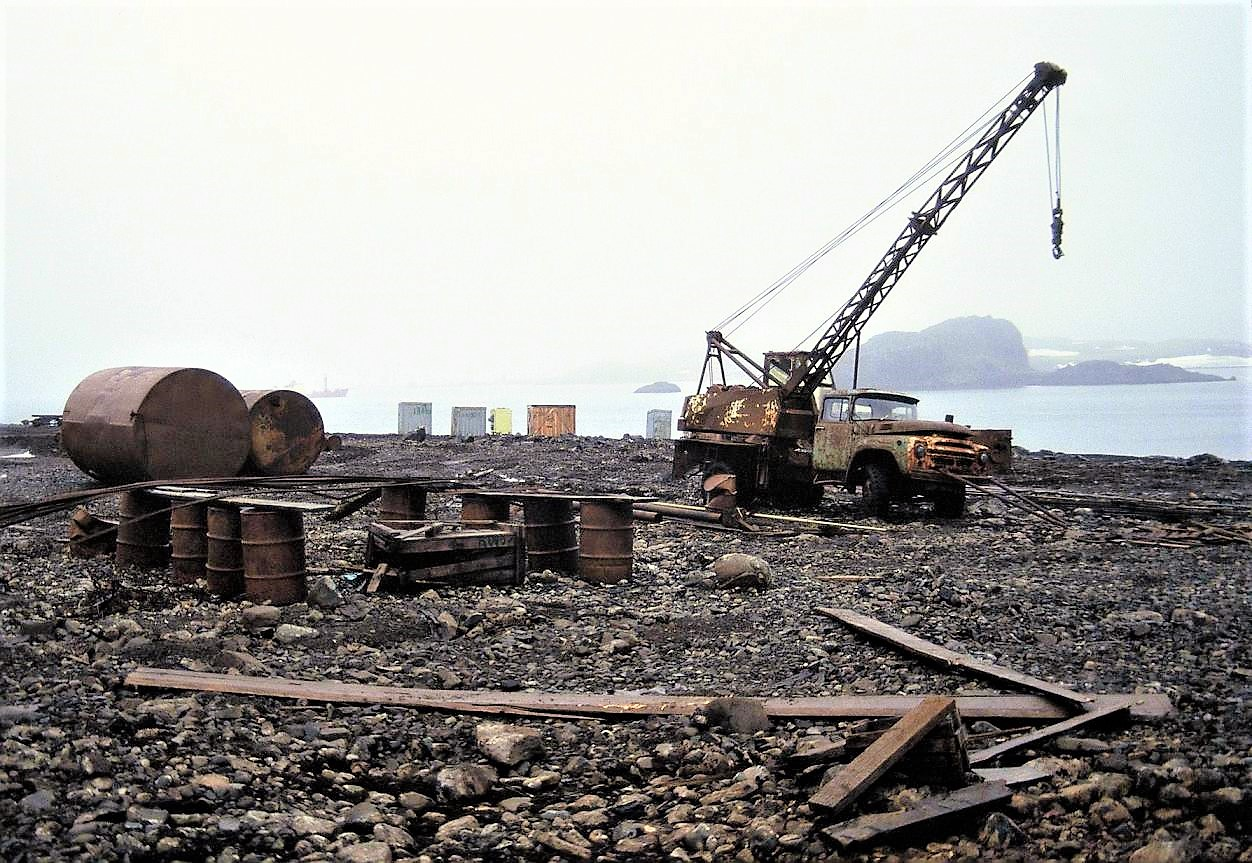
Hátrahagyott rozsdásodó szemét az Antarktiszon
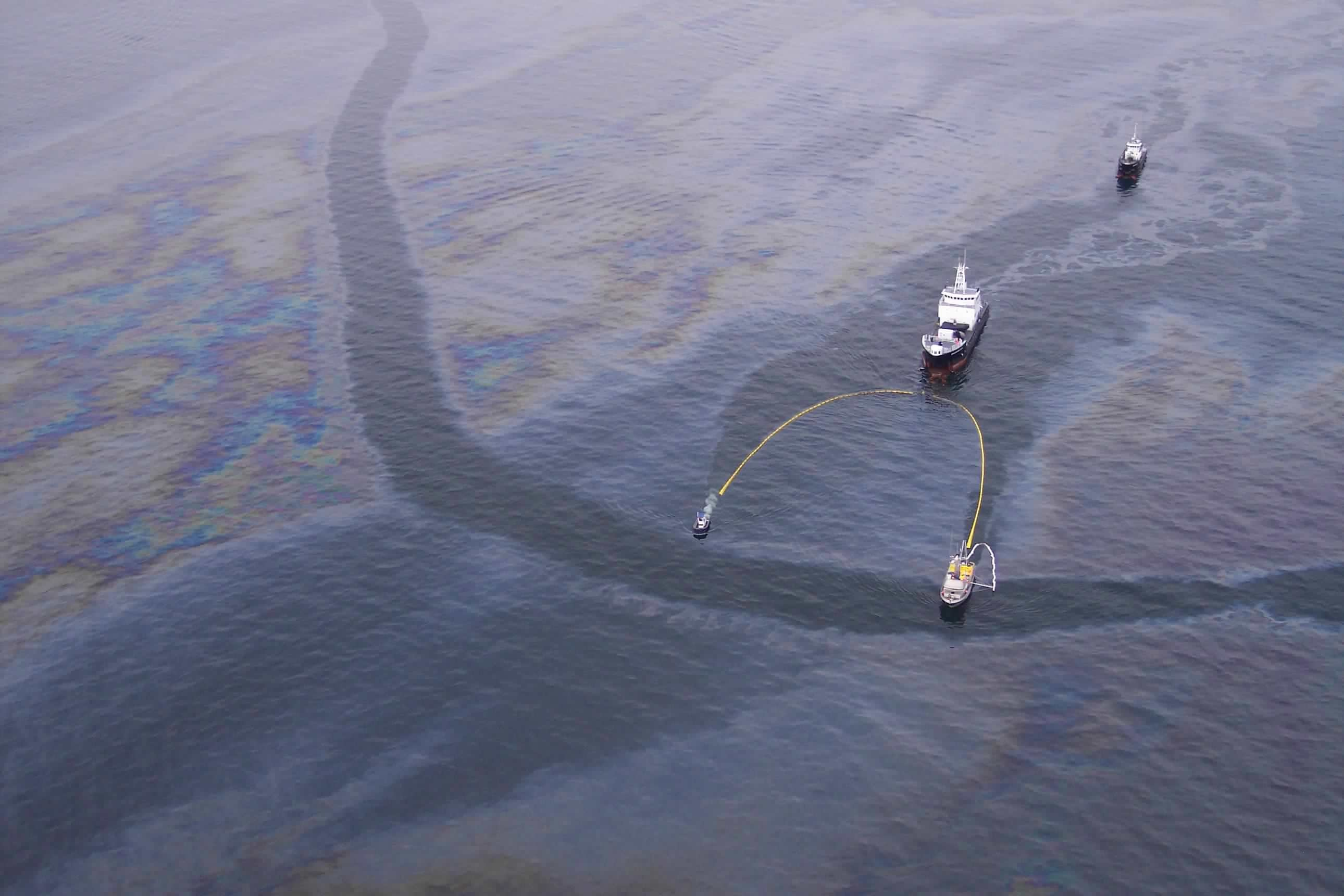
Olajszennyezés a tengeren
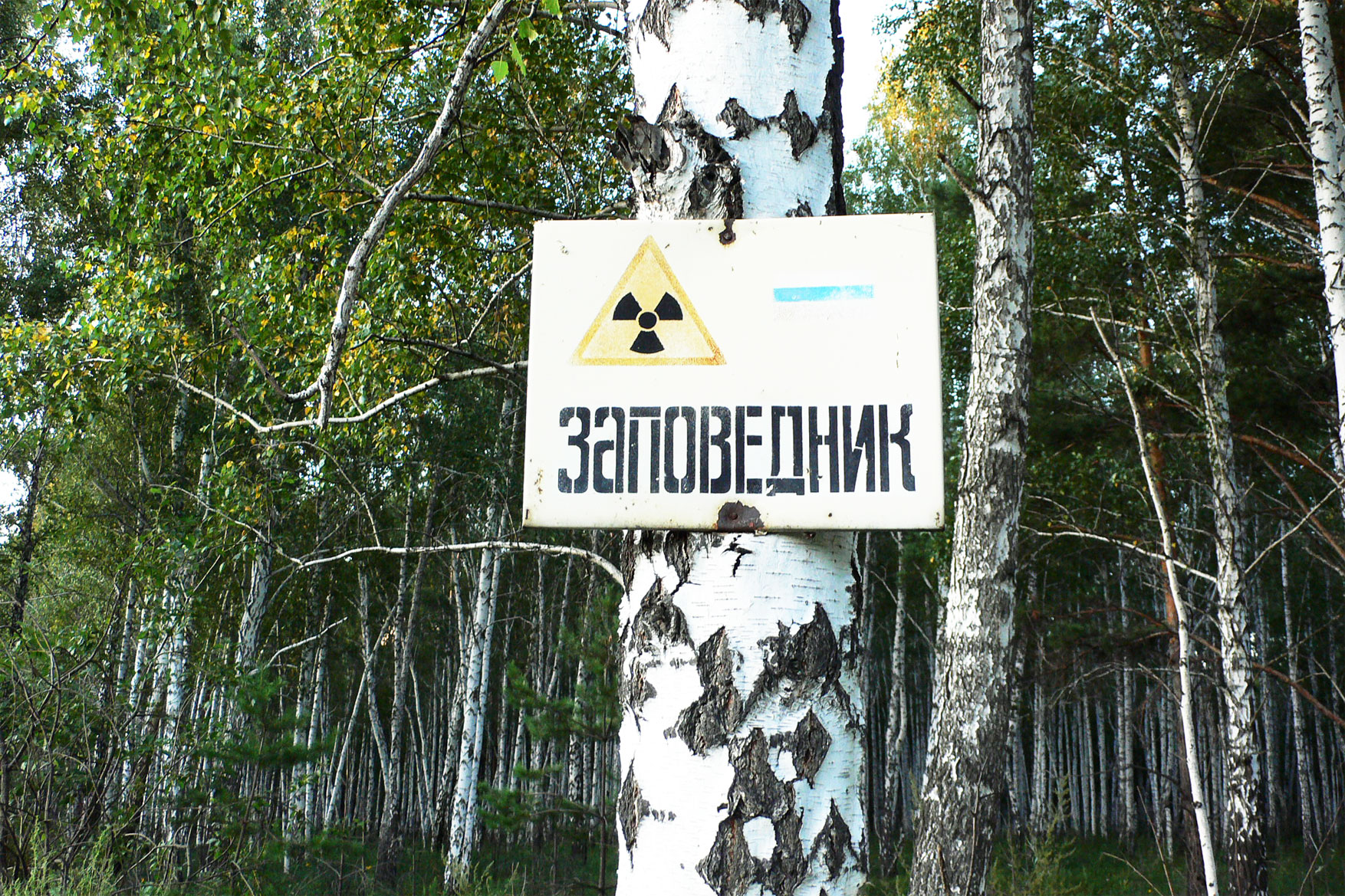
Nukleáris hulladékkal szennyezett terület
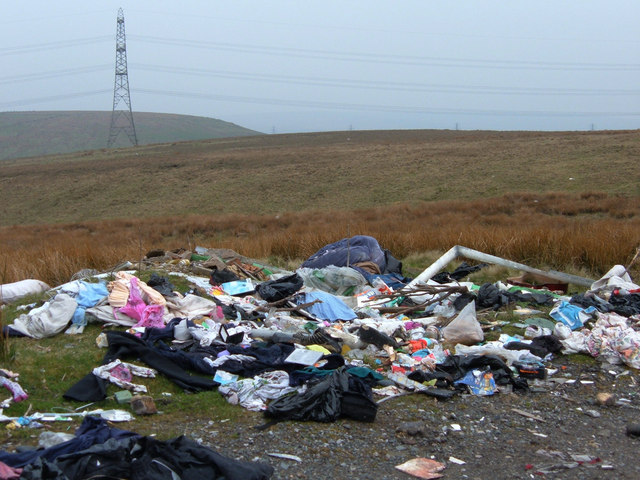
Lakossági szemétlerakás
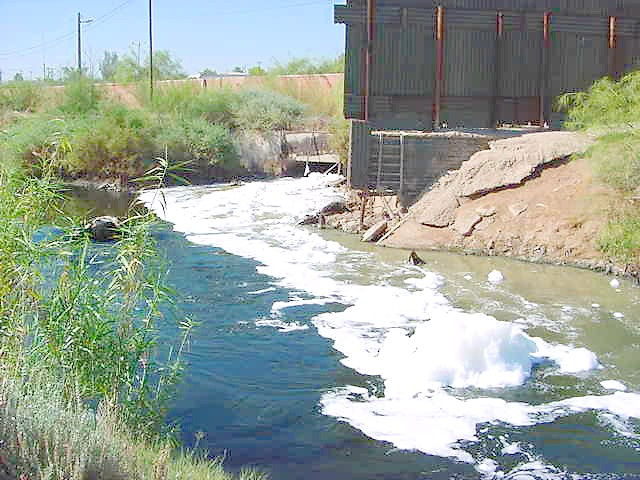
Vízszennyezéstől habzik a folyó
A gyárak levegőszennyezése
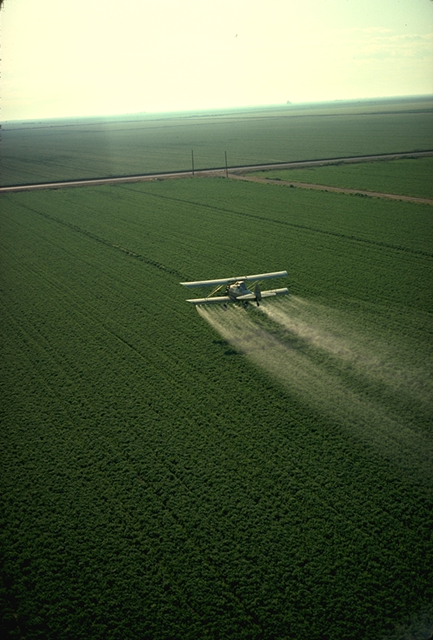
Növényvédőszeres permetezés
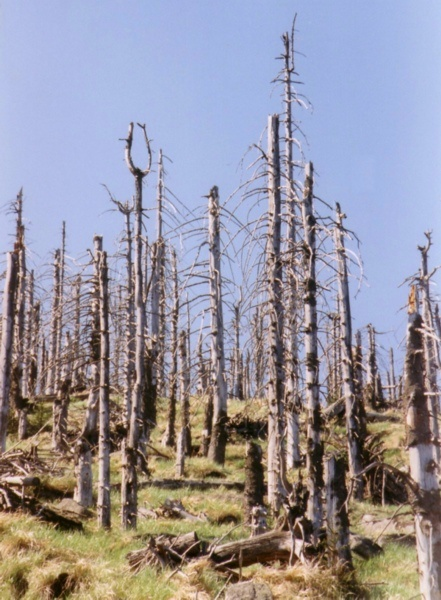
A savas esőtől kipusztult fák Csehországban